# Sören Börjesson
Sören Börjesson (Gotemburgo, 14 de marzo de 1956 – Gotemburgo, 26 de septiembre de 2024) fue un futbolista y entrenador de fútbol sueco que jugó en la posición de centrocampista. Era hijo del futbolista Helge Börjesson y sobrino del también futbolista Rune Börjesson.

## Carrera

### Club
| Periodo   | Club           |
| --------- | -------------- |
| 1973–1985 | Örgryte IS     |
| 1986–1987 | Djurgårdens IF |
| 1988      | Billdals IK    |

### Selección nacional
A nivel de selecciones nacionales inició desde la categoría sub-18. Con Suecia jugó en cinco ocasiones de 1981 a 1983.

### Entrenador
| Periodo | Club       |
| ------- | ---------- |
| 2006    | Örgryte IS |
| 2017    | Örgryte IS |
| 2020    | Örgryte IS |

## Logros

### Club
- Allsvenskan: 1985
- Division 1 Norra: 1987
- Division 2 Södra: 1980

### Individual
- Goleador de la Allsvenskan en 1985 (10 goles).